# Раде (Штайнбург)
Раде (нім. Rade) — громада в Німеччині, розташована в землі Шлезвіг-Гольштейн. Входить до складу району Штайнбург. Складова частина об'єднання громад Келлінгузен.
Площа — 3,92 км2. Населення становить 105 ос. (станом на 31 грудня 2020).

## Географія
Село розташоване в природному парку Аукруг, за 5 км на північ від Келлінгхузена, за 18 км на південний захід від Ноймюнстера, за 20 км на північний схід від Ітцехо та за 65 км на північ від Гамбурга.  На території міста протікають річки Штер, Булленбах і Кірхведдельбах.